# Zuñi (Sprache)

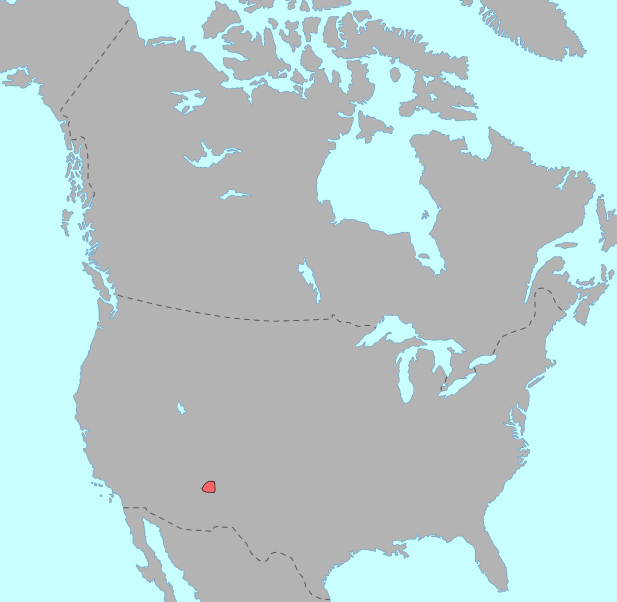
Zuni-Sprache

Zuñi (auch Zuni oder Shiwi) ist eine von etwa 9500 Zuñi, eines der heutigen 19 Pueblo-Völker, gesprochene Sprache in New Mexico, ferner finden sich einige Zuñi-Sprecher in Teilen Arizonas. Die Sprache genießt einen Sonderstatus unter den indigenen Sprachen Nordamerikas, da sie im Gegensatz zu den meisten anderen kaum gefährdet ist. Beinahe alle Zuñi-Stammesmitglieder sind ihrer eigenen Sprache mächtig, viele verwenden sie zu Hause, und sie dominiert auch in traditionellen und religiösen Bereichen. Für den gesunden Zustand der Sprache spricht auch die Tatsache, dass sie erfolgreich an die Kinder weitergegeben wird, was bei den meisten indigenen amerikanischen Sprachen in den USA nicht oder nur in geringem Umfang erfolgt.
Die Zuñi bezeichnen ihre Sprache als Shiwi'ma (abgeleitet von: shiwi – „Fleisch“ d. h. „Zuñi“ + ’ma – „Mundart“ oder „wie die Zuñi“) und bezeichnen sich in ihrer Sprache als A:shiwi (abgeleitet von a:(w) –  „Plural“ + shiwi „Fleisch“, d. h. „Zuñi“).

## Verwandtschaft mit anderen Sprachen
Zuñi wird derzeit zu den isolierten Sprachen gezählt. Einige Sprachwissenschaftler haben sie der Penuti-Sprachfamilie zugeordnet. Bertha Dutton stellte die Hypothese auf, dass die Zuñi-Sprache nach ihrem Basiswortschatz, „wenn sie denn ein Mitglied der Penuti-Sprachfamilie ist, eine entfernte Verwandtschaft mit den Tanoan Sprachen (Tewi) aufweist.“
Die Penuti-Hypothese wurde von Alfred Kroeber und Roland B. Dixon aufgestellt und später von Edward Sapir spezifiziert. Dies geschah im Rahmen des Versuchs, die Anzahl isolierter Sprachfamilien in einer kulturell vielfältigen Region mit Kerngebiet an der kalifornischen Zentralküste zu reduzieren. Die Theorie ist für einige Sprachen tragfähig, doch für eine verifizierte Verwandtschaft dieser kalifornischen Ursprachen mit dem Zuñi fehlen allerdings bisher noch einschlägige verwandte Wörter. Wahrscheinlich haben sich die Sprachen bereits seit 3000 oder gar 5000 Jahren unabhängig voneinander entwickelt.

## Phonologie

### Konsonanten
Es gibt 16 Zuñi-Konsonanten:
|             | Bilabial | Alveolar | Alveolar | Postalveolar | Palatal | Velar  | Velar | Glottal |
| zentral     | Bilabial | lateral  | einfach  | Postalveolar | Palatal | labial |       | Glottal |
| ----------- | -------- | -------- | -------- | ------------ | ------- | ------ | ----- | ------- |
| Plosiv      | p        | t        |          |              |         | k      | kʷ    | ʔ       |
| Affrikate   |          | ʦ        |          | ʧ            |         |        |       |         |
| Nasal       | m        | n        |          |              |         |        |       |         |
| Frikativ    |          | s        | ɬ        | ʃ            |         |        |       | h       |
| Approximant |          |          | l        |              | j       |        | w     |         |

### Vokale
|                     | vorn | vorn | Mitte | Mitte | hinten | hinten |
| ------------------- | ---- | ---- | ----- | ----- | ------ | ------ |
| geschlossener Vokal | i    | iː   |       |       | u      | uː     |
| halboffener Vokal   | e    | eː   |       |       | o      | oː     |
| offener Vokal       |      |      | a     | aː    |        |        |

## Herkunft
The Zuni Enigma, ein Werk von Nancy Yaw Davis, vergleicht verwandte Wörter in der Zuñi-Sprache und im Japanischen. Der Ansatz ist spekulativ, für viele jedoch überzeugender als die Penuti-Hypothese.
Von Interesse sind ferner die Werke Frank Hamilton Cushings. Er war einer der ersten Anthropologen, die die Methode der teilnehmenden Beobachtung praktizierten; er wurde Mitglied des Zuñi-Stammes während seiner Forschungsarbeit im Pueblo zwischen 1879 und 1884.